# Combretum grandidieri
Combretum grandidieri là một loài thực vật có hoa trong họ Trâm bầu. Loài này được Drake mô tả khoa học đầu tiên năm 1903.